# Etidijev bromid
Etidijev bromid (tudi EtBr) je fluorescentno barvilo, ki se pogosto uporablja za obarvanje DNK pri različnih tehnikah, kot je gelska elektroforeza. Po izpostavitvi ultravijolični svetlobi (UV) oddaja oranžno svetlobo, ki se ojača skoraj 20-krat po vezavi na DNK. Glede na vrsto organizma in razmere v okolju, v katerm je sproščen, je lahko mutagen, karcinogen ali teratogen.

## Struktura in fluorescenca
Kot večina fluorescenčnih barvil je tudi etidijev bromid aromatična spojina.  Osrednja heterociklična molekula je znana kot fenantridin, izomer fluorescenčnega barvila akridina.
Vzrok za močno fluorescenco spojine verjetno ni fenilna skupina, pač pa hidrofobno okolje med baznimi pari v DNK molekuli, v katero se etidijev bromid vrine. Takšno okolje namreč povzroči odcepitev vseh molekul vode iz etidijevega kationa, zaradi česar pridobi etidijev bromid sposobnost fluorescence.

## Uporaba
Etidijev bromid je najpogosteje uporabljen za obarvanje dvojnoverižnih nukleinskih kislin, čeprav se lahko obarva tudi enoverižne molekule, saj se te pogosto zvijejo same skupaj v dvojnoverižne strukture, kamor se lahko vrine barvilo. Navadno se detektira DNK z UV svetlobo po gelski elektroforezi na agaroznem gelu. Pogosto se spojino uporablja tudi za zmanjšanje kopij mitohondrijske DNK v proliferajočih celicah.
Pod imenom homidium je bil od leta 1950 pogosto uporabljen za zdravljenje okužb s tripanosomo pri domačem govedu.

## Strupenost
Domnevano je, da etidijev bromid deluje kot mutagen, saj lahko zaradi vrivanja med bazne pare deformira zgradbo DNK, kar lahko vpliva na biološke procese, kot sta podvajanje DNK in transkripcija, kar je bilo opaženo pri bakterijah.. Po nekaterih podatkih naj bi bili mutageni pravzaprav presnovki (metaboliti) etidijevega bromida, poleg tega pa naj ne bi deloval mutageno v podganah in miših..  Zdravljenje domačega goveda pri okužbah s tripanosomu tudi nakazuje, da toksičnost in mutagenost te spojine nista veliki, pač pa naj bi bil pri višjih koncentracijah celo potencialni kandidat za protitumorski kemoterapevtik zaradi toksičnega učinka na mitohondrije. Koncetracije v laboratorijskih pogojih sicer znašajo od 0,25—1 μg/ml, kar je pod mejo za toksično delovanje spojine.